# Giochi europei paralimpici giovanili estivi 2017
I Giochi europei paralimpici giovanili 2017, organizzati da E.P.Y.G (European Para Youth Games), si sono svolti dall'11 al 15 ottobre 2017, a Savona e Genova.
Ai giochi hanno partecipato più di ventisei nazioni europee, con un totale di seicento partecipanti sia atleti e sia parte dello staff. Gli atleti si sono sfidati nelle seguenti discipline: atletica leggera paralimpica, boccia, tennis tavolo, nuoto paralimpico, goalball (in italiano pallarete), judo paralimpico (per non vedenti), vela and calcio a 7-un-lato.

## Sviluppo e preparazione
La cerimonia di apertura si è svolta mercoledì 11 ottobre, ma le gare sono iniziate il giorno seguente, 12 ottobre. L’unico sport che è iniziato prima della cerimonia iniziale è il calcio a 7, che è cominciato un giorno prima, 10 ottobre.

### Cerimonia di apertura

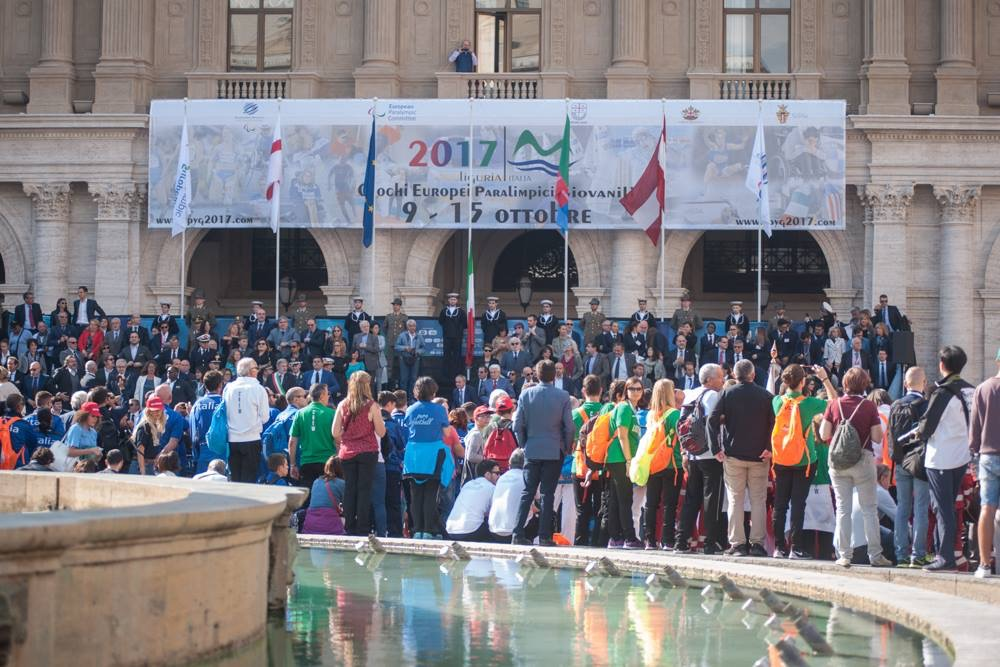
Cerimonia di apertura, 11 ottobre 2017

Lunedì 9 e martedì 10, le prime due giornate, sono state riservate alle classificazioni. Mercoledì 11 ottobre alle 10.30 si è svolta la Sfilata delle Nazioni da via Vernazza a via XX Settembre. L’alzata della bandiera ha avuto sede in Piazza de Ferrari subito dopo, la sfilata.
La cerimonia è proseguita con musica, suonata dai ragazzi di alcuni licei musicali genovesi. Giovanni Toti, il presidente della Regione Liguria, ha dato il via ai Giochi Paralimpici, insieme a Marco Bucci (Sindaco di Genova), Ilaria Caprioglio (Sindaco di Savona) e a Ratko Kovacic (presidente dell’European Paralympic Committee).
Ci sono state varie esibizioni tra cui alcune ragazze pon pon e alcuni atti teatrali. in questa cerimonia hanno anche partecipato diversi campioni, come Vittorio Podestà, due volte vincitore nell’handbike dei campionati paralimpici, Francesco Bocciardo campione nel nuoto, Monica Contrafatto, terza, e Oney Tapia, seconda, in diverse categorie dell’atletica leggera. La cerimonia finisce con la cena di gala all’Acquario di Genova.
Durante la cerimonia è stato eseguito l’inno composto da Christian Mauriglio ed eseguito dal liceo musicale “S. Pertini”.

### Sedi di gara
I Giochi si sono svolti principalmente a Genova, in diverse palestre, stadi e piscine.
- Campo di atletica di Fontanassa - atletica leggera
- Sala Sport del Tower Genova Airport Hotel - boccia
- Padiglione B “Jean Nouvelle” della Fiera di Genova - tennistavolo, goalball, judo
- Piscina "I delfini" - nuoto
- Fiera di Genova - vela
- Corso Italia - vela
- Campo sportivo G. B. Ferrando - calcio a 7 a-un-lato

### Cerimonia di chiusura
Domenica 15 ottobre si sono ufficialmente chiusi i Giochi Paralimpici, la cerimonia è stata celebrata al Tower Genova Airport Hotel, dove si sono anche svolte le gare di boccia. Alla cerimonia di chiusura hanno anche partecipato Ilaria Cavo, l’assessore giovani e cultura della regione Liguria, e Nicolò Anselmi, vescovo ausiliare dell'Arcidiocesi di Genova.

## I Giochi

### Paesi partecipanti

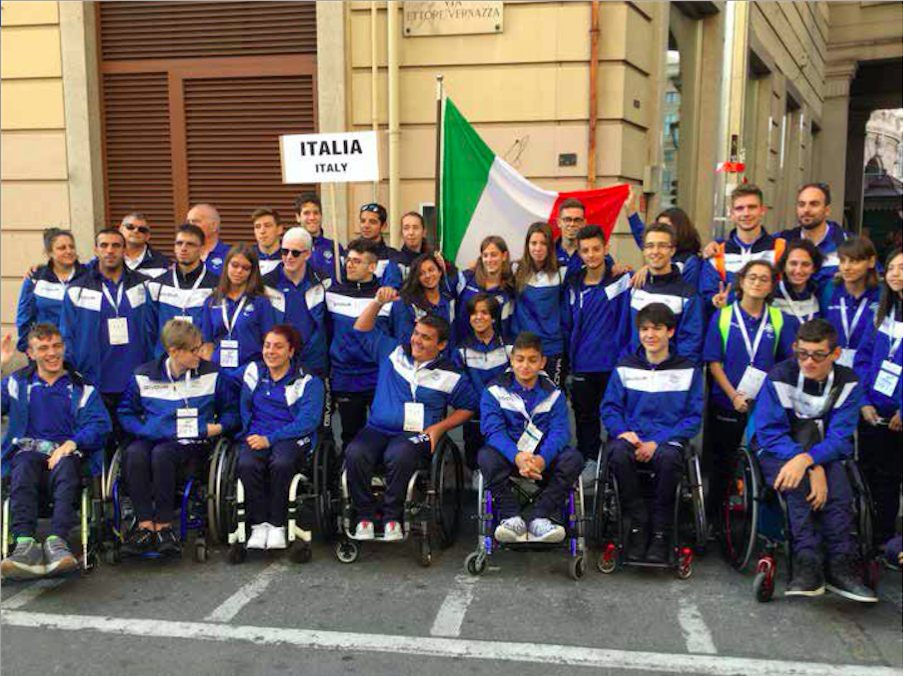
La squadra italiana dei Giochi

- Austria
- Belgio
- Bulgaria
- Croazia
- Danimarca
- Estonia
- Finlandia
- Francia
- Italia
- Israele
- Lituania
- Lussemburgo
- Montenegro

- Norvegia
- Paesi Bassi
- Portogallo
- Regno Unito
- Rep. Ceca
- Romania
- Serbia
- Slovacchia
- Slovenia
- Spagna
- Svezia
- Turchia

## Calendario
| ● | Cerimonia d'apertura |  | Competizioni |  | Finali | G | Galà della ginnastica | ● | Cerimonia di chiusura |

| Ottobre              | Ottobre              | 10 Mar | 11 Mer | 12 Gio | 13 Ven | 14 Sab | 15 Dom | Eventi |
| -------------------- | -------------------- | ------ | ------ | ------ | ------ | ------ | ------ | ------ |
| Ceremonie            | Ceremonie            |        | CA     |        |        |        | CC     |        |
| Atletica leggera     | Atletica leggera     |        |        | ●      | ●      | ●      |        |        |
| Boccia               | Boccia               |        |        | ●      | ●      | ●      |        |        |
| Tennistavolo         | Tennistavolo         |        |        | ●      | ●      | ●      |        |        |
| Nuoto                | Nuoto                |        |        | ●      | ●      | ●      |        |        |
| Goalball             | Goalball             |        |        | ●      | ●      | ●      |        |        |
| Judo                 | Judo                 |        |        | ●      | ●      | ●      |        |        |
| Vela                 | Vela                 |        |        | ●      | ●      | ●      |        |        |
| Calcio a 7 a-un-lato | Calcio a 7 a-un-lato | ●      | ●      | ●      |        | ●      |        |        |
| Totale               |                      |        |        |        |        |        |        |        |
| Ottobre              | Ottobre              | 10 Mar | 11 Mer | 12 Gio | 13 Ven | 14 Sab | 15 Dom | Eventi |

## Medagliere
| Pos.   | Paese       | Oro | Argento | Bronzo | Totale |
| ------ | ----------- | --- | ------- | ------ | ------ |
| 1      | Germania    | 37  | 27      | 12     | 76     |
| 2      | Italia      | 29  | 30      | 15     | 74     |
| 3      | Finlandia   | 9   | 8       | 0      | 17     |
| 4      | Francia     | 9   | 4       | 5      | 18     |
| 5      | Croazia     | 5   | 5       | 7      | 17     |
| 6      | Rep. Ceca   | 5   | 2       | 6      | 13     |
| 7      | Romania     | 4   | 4       | 1      | 9      |
| 8      | Slovenia    | 4   | 3       | 2      | 9      |
| 9      | Portogallo  | 4   | 2       | 2      | 8      |
| 10     | Estonia     | 4   | 1       | 2      | 7      |
| 11     | Norvegia    | 3   | 3       | 4      | 10     |
| 12     | Israele     | 3   | 2       | 3      | 8      |
| 13     | Svezia      | 2   | 4       | 15     | 21     |
| 14     | Turchia     | 2   | 4       | 1      | 7      |
| 15     | Montenegro  | 2   | 2       | 0      | 4      |
| 16     | Serbia      | 2   | 0       | 1      | 3      |
| 17     | Slovacchia  | 1   | 3       | 4      | 8      |
| 18     | Lituania    | 1   | 3       | 3      | 7      |
| 19     | Regno Unito | 1   | 1       | 0      | 2      |
| 20     | Austria     | 1   | 0       | 1      | 2      |
| 21     | Bulgaria    | 1   | 0       | 0      | 1      |
| 22     | Danimarca   | 0   | 3       | 6      | 9      |
| 23     | Spagna      | 0   | 1       | 2      | 3      |
| 24     | Belgio      | 0   | 0       | 1      | 1      |
| 24     | Paesi Bassi | 0   | 0       | 1      | 1      |
| Totale | Totale      | 129 | 112     | 94     | 335    |